# IV Corpo de Exército (Alemanha)
O IV Corpo de Exército foi um Corpo de Campo da Alemanha durante a Segunda Guerra Mundial destruído em Stalingrado em 31 de Janeiro de 1943 e reformado em 1 de Março de 1943, sendo redesignado IV Corpo Panzer em 10 de Outubro de 1944.

## Comandantes
- General der Infanterie Viktor von Schwedler (1 Setembro 1939 - 18 Outubro 1942)[2]
- Generaloberst Erwin Jänecke (1 Novembro 1942 - 17 Janeiro 1943)
- General der Artillerie Max Pfeffer (17 Janeiro 1943 - 31 Janeiro 1943)
- General der Infanterie Friedrich Mieth (20 Julho 1943 - 2 Setembro 1944)
- General der Panzertruppen Ulrich Kleeman (2 Setembro 1944 - 10 Outubro 1944)

## Area de Operações
- Polônia (Setembro 1939 - Maio 1940)[2]
- França (Maio 1940 - Junho 1941)
- Frente Oriental, Setor Sul (Junho 1941 - Outubro 1942)
- Stalingrado (Outubro 1942 - Janeiro 1943)
- Frente Oriental, Setor Sul (Julho 1943 - Outubro 1944)

## Serviço de Guerra
| Data                    | Exército                | Grupo de Exército             | Lugar                   |
| ----------------------- | ----------------------- | ----------------------------- | ----------------------- |
| Setembro 39             | 10º Exército            | Süd                           | Polônia, Warschau       |
| Janeiro 40              | 4º Exército             | B                             | Eifel                   |
| Maio 40                 | 6º Exército             | B                             | Holanda, Bélgica, Loire |
| Julho 40                | 9º Exército             | A                             | Bélgica, Nordfrankreich |
| Agosto 40               | 16º Exército            | A                             | Bélgica                 |
| Janeiro 41              | 16º Exército            | A                             | Belgica                 |
| Maio 41                 | 16º Exército            | A                             | Polônia                 |
| Junho 41                | 17º Exército            | Süd                           | Westgalizien, Lemberg   |
| Agosto 41               | 17º Exército            | Süd                           | Kiew, Dnjepr            |
| Setembro 41             | 6º Exército             | Süd                           | Dnjepr                  |
| Janeiro 42              | 17º Exército            | Süd                           | Donez                   |
| Agosto 42               | 4º Exército Panzer      | B                             | Stalingrado             |
| Dezembro 42             | 6º Exército             | Don                           | Stalingrado             |
| Janeiro 43              | 6º Exército             | Don                           | Stalingrado             |
| Após o Restabelecimento |                         |                               |                         |
| Janeiro 43              | Armee-Abteilung Hollidt | Süd                           | Don, Donez              |
| Abril 43                | 6º Exército             | Süd                           | Mius                    |
| Agosto 43               | 6º Exército             | Süd                           | Mius                    |
| Outubro 43              | 6º Exército             | A                             | Dnjepr                  |
| Novembro 43             | 1º Exército Panzer      | Süd                           | Dnjepr                  |
| Janeiro 44              | 6º Exército             | Süd                           | Dnjepr                  |
| Março 44                | 6º Exército             | A                             | Nikolajew, Bug          |
| Abril 44                | 8º Exército             | Südukraine Dnjestr, Kischinew |                         |

## Organização
1 de Março de 1939
- 4ª Divisão de Infantaria
- 14ª Divisão de Infantaria
- 46ª Divisão de Infantaria

1 de Setembro de 1939
- 4ª Divisão de Infantaria
- 46ª Divisão de Infantaria

2 de Novembro de 1939
- 4ª Divisão de Infantaria
- 35ª Divisão de Infantaria
- 18ª Divisão de Infantaria

1 de Dezembro de 1939
- 35ª Divisão de Infantaria
- 18ª Divisão de Infantaria

16 de Maio de 1941
- 33ª Divisão de Infantaria
- 4ª Divisão de Infantaria
- 94ª Divisão de Infantaria

16 de Setembro de 1941
- 94ª Divisão de Infantaria
- 24ª Divisão de Infantaria

2 de Janeiro de 1942
- 2/3 da 9ª Divisão de Infantaria
- 94ª Divisão de Infantaria
- 76ª Divisão de Infantaria

24 de Junho de 1942
- 76ª Divisão de Infantaria
- 295ª Divisão de Infantaria
- 257ª Divisão de Infantaria
- 1/3 da 68ª Divisão de Infantaria

27 de Agosto de 1942
- Parte da 29ª Divisão de Infantaria (mot.)
- 297ª Divisão de Infantaria
- 371ª Divisão de Infantaria
- 94ª Divisão de Infantaria
- 4ª Divisão Romena

11 de Setembro de 1942
- 297ª Divisão de Infantaria
- 371ª Divisão de Infantaria

10 de Outubro de 1942
- 297ª Divisão de Infantaria
- 371ª Divisão de Infantaria
- 29ª Divisão de Infantaria (mot.)
- 20ª Divisão Romena

15 de Novembro de 1942
- 20ª Divisão Romena
- 297ª Divisão de Infantaria
- 371ª Divisão de Infantaria

23 de Março de 1943
- 304ª Divisão de Infantaria
- 335ª Divisão de Infantaria
- Division Kreysing

4 de Julho de 1943
- 304ª Divisão de Infantaria
- 335ª Divisão de Infantaria
- 3. Gebirgs-Division

26 de Dezembro de 1943
- 17ª Divisão de Infantaria
- 111ª Divisão de Infantaria
- 258ª Divisão de Infantaria
- 79ª Divisão de Infantaria
- 1/3 da 335ª Divisão de Infantaria
- 3. Gebirgs-Division
- 24ª Divisão Panzer
- 302ª Divisão de Infantaria